# Teatro San Carlo
Le Teatro San Carlo, ou Teatro di San Carlo, Real Teatro di San Carlo, édifié le 4 novembre 1737, est l'opéra de Naples.

## Caractéristiques
C'est le théâtre le plus important de la ville de Naples, l'un des plus célèbres au monde et l'un des plus anciens théâtres lyriques d'Europe subsistant aujourd'hui, après le teatro Malibran de Venise et le théâtre Manoel de La Valette. Il peut accueillir 1386 spectateurs et compte six étages de loges disposés en fer à cheval, une vaste loge royale et un parterre long d'environ trente cinq mètres.

## Histoire
Le théâtre San Carlo de Naples fut édifié à l'instigation de Charles de Bourbon sur un projet de Giovanni Antonio Medrano et inauguré le 4 novembre 1737 avec l'opéra Achille in Sciro de Domenico Sarro (livret de Pietro Metastasio). Le San Carlo a succédé au Teatro San Bartolomeo, qui a été transformé en église. En 1767, Ferdinando Fuga réalise des travaux de rénovation à l'occasion du mariage du roi de Naples Ferdinand IV et de Marie-Caroline et en 1778 il est redessiné par Boccascena. En 1797, Domenico Chelli exécute une restauration des décorations de la salle. En 1809, Joachim Murat charge l'architecte toscan Antonio Niccolini du projet de la nouvelle façade principale qu'il réalise en style néoclassique.
Après un incendie qui le détruit dans la nuit du 13 février 1816, il est reconstruit par le même architecte. La nouvelle salle est inaugurée le 12 janvier 1817 avec la cantate Il sogno di Partenope de Giovanni Simone Mayr, déjà présent au San Carlo avec d'autres œuvres dont Medea in Corinto (28 novembre 1813). La présence de Mayr, comme celle de Rossini, est essentiellement due au lombard Domenico Barbaja, le plus grand impresario  d'Italie et peut-être d'Europe.
De 1815 à 1822, le directeur musical du théâtre est Gioachino Rossini qui, à cette époque, connaît l'une de ses saisons les plus importantes et prolifiques. La direction est assurée par la suite par Gaetano Donizetti, élève de Mayr. En 1834, Antonio Niccolini exécute de nouveaux travaux de restauration. En 1844-1845, Francesco Gavaudan et Pietro Gesuè, avec la démolition de la Guardia Vecchia, réalisent la perspective occidentale, vers le Palais Royal. Le 27 mars 1969 le groupe sculptural de la Partenope réalisé par Niccolini sur le fronton de la façade principale qui s'effritait à cause des infiltrations d'eaux de pluie est retiré. Le 11 juin 2007, la Triade della Partenope reconstruite est à nouveau érigée au sommet de l'édifice.
Depuis 1993 il est placé sous la direction de chefs permanents : Salvatore Accardo de 1993 à 1995, Gabriele Ferro de 1999 à 2004, Gary Bertini de 2004 à 2005, Jeffrey Tate de 2005 à 2010, Maurizio Benini depuis 2010.

« Mes yeux sont éblouis, mon âme ravie. […] Il n’y a rien en Europe, je ne dirai pas d’approchant, mais qui puisse même de loin donner une idée de ce théâtre. »

— Stendhal, Rome, Naples et Florence en 1817

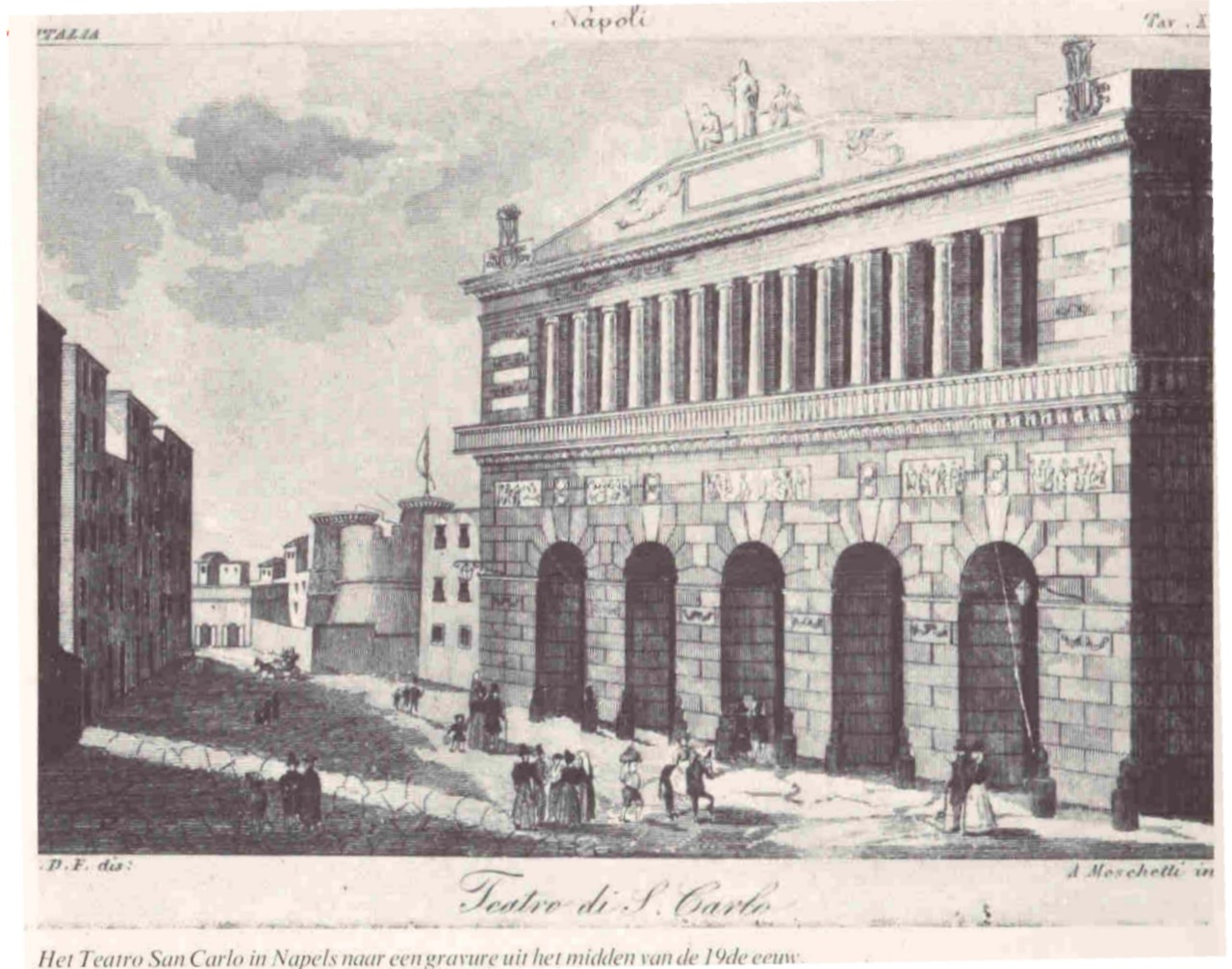
La façade du San Carlo en 1850.
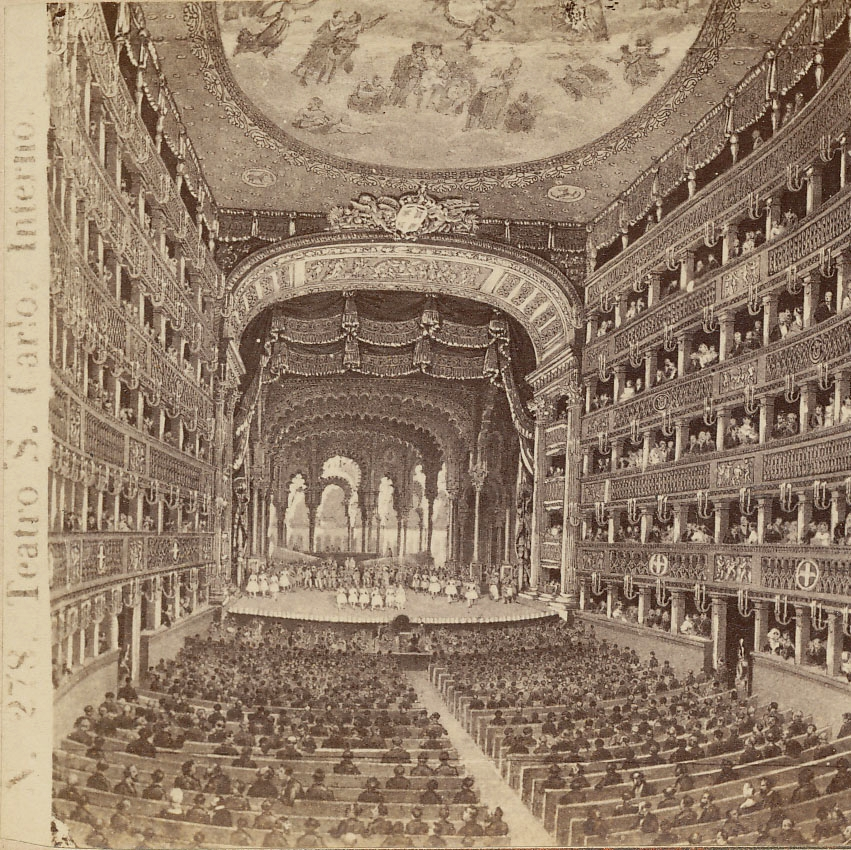
La Salle et la scène photographiées par Giorgio Sommer (1834-1914) .
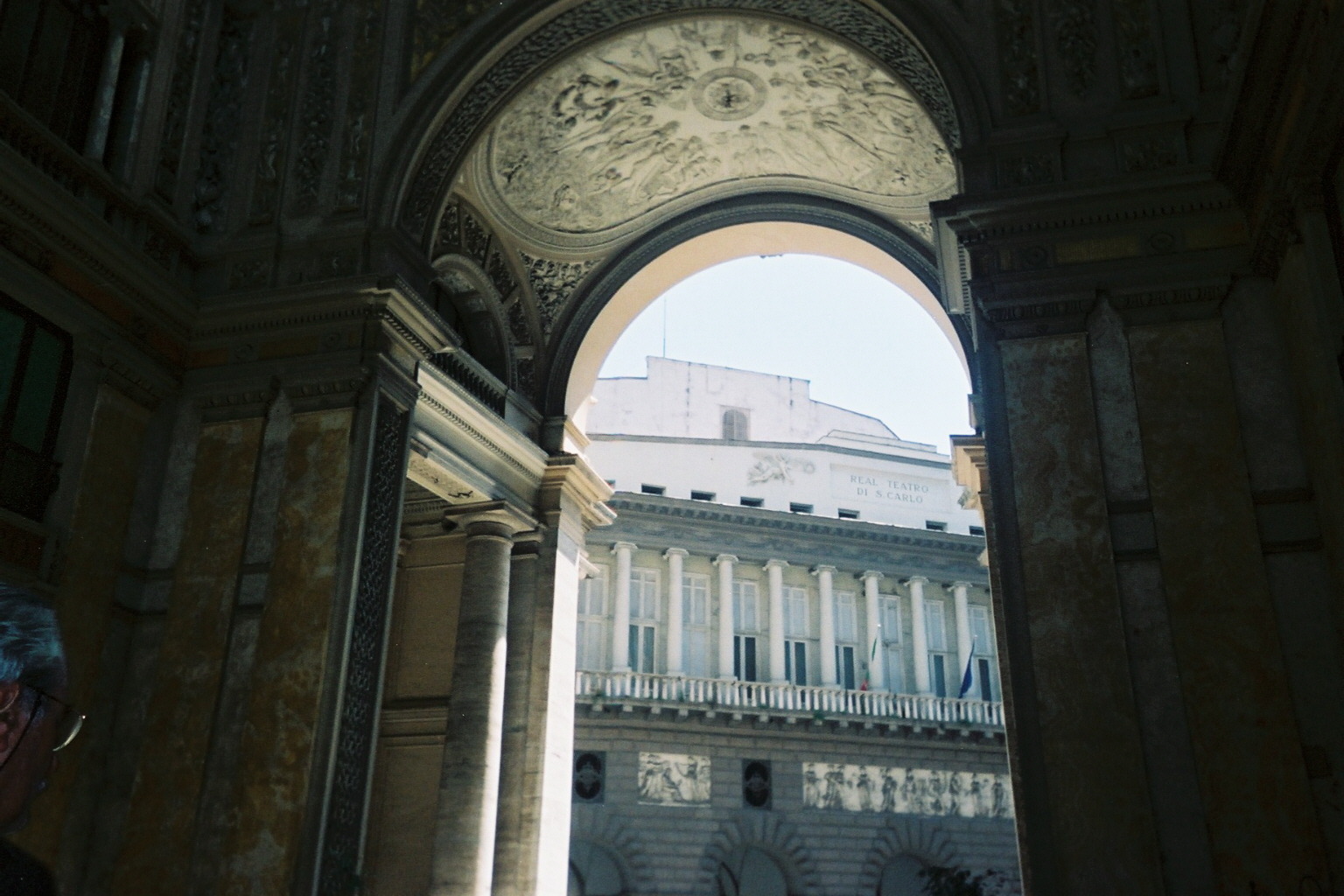
Le San Carlo vu de la Galleria Umberto I.
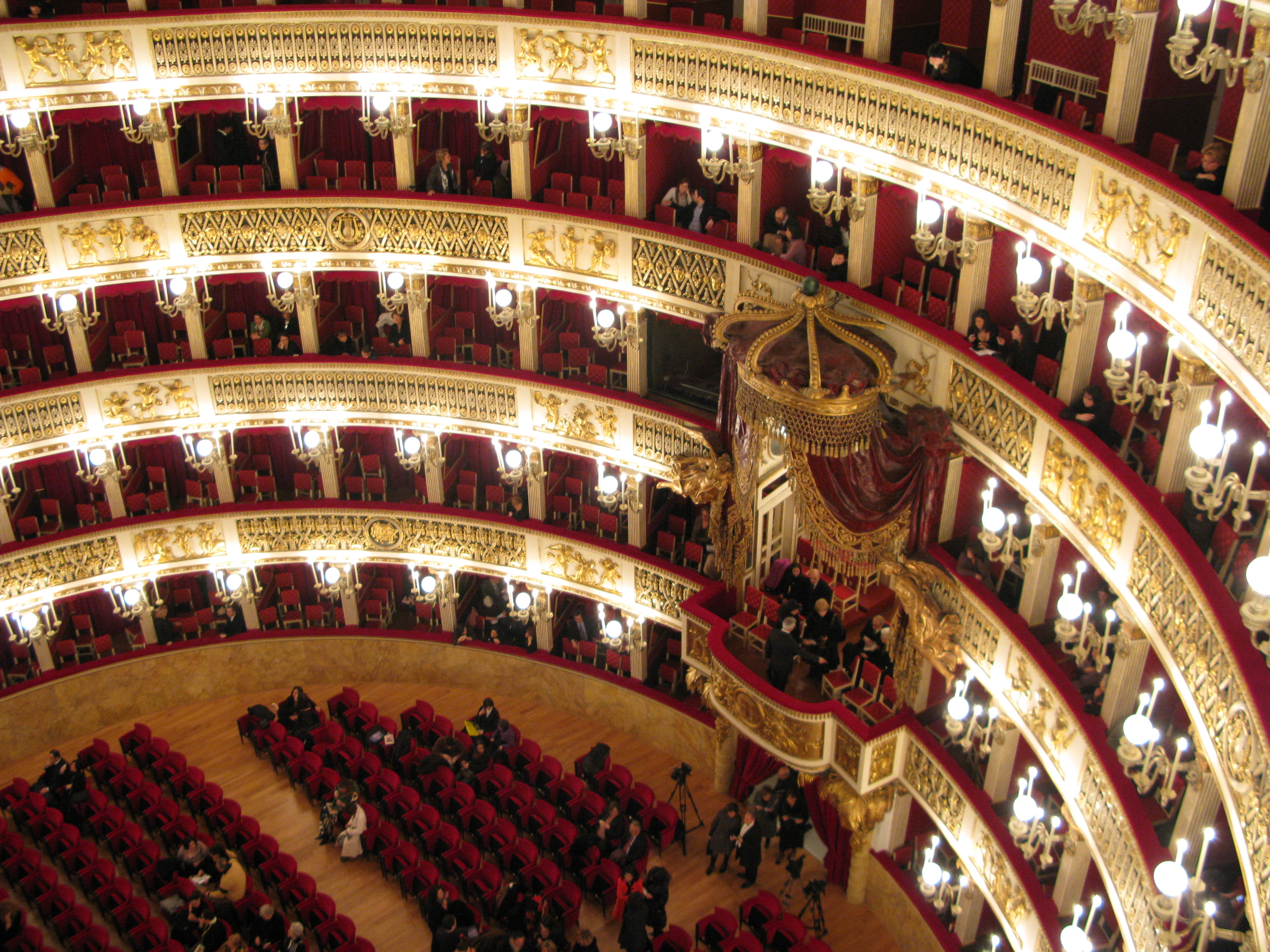
La salle vue de haut.

## Premières mondiales

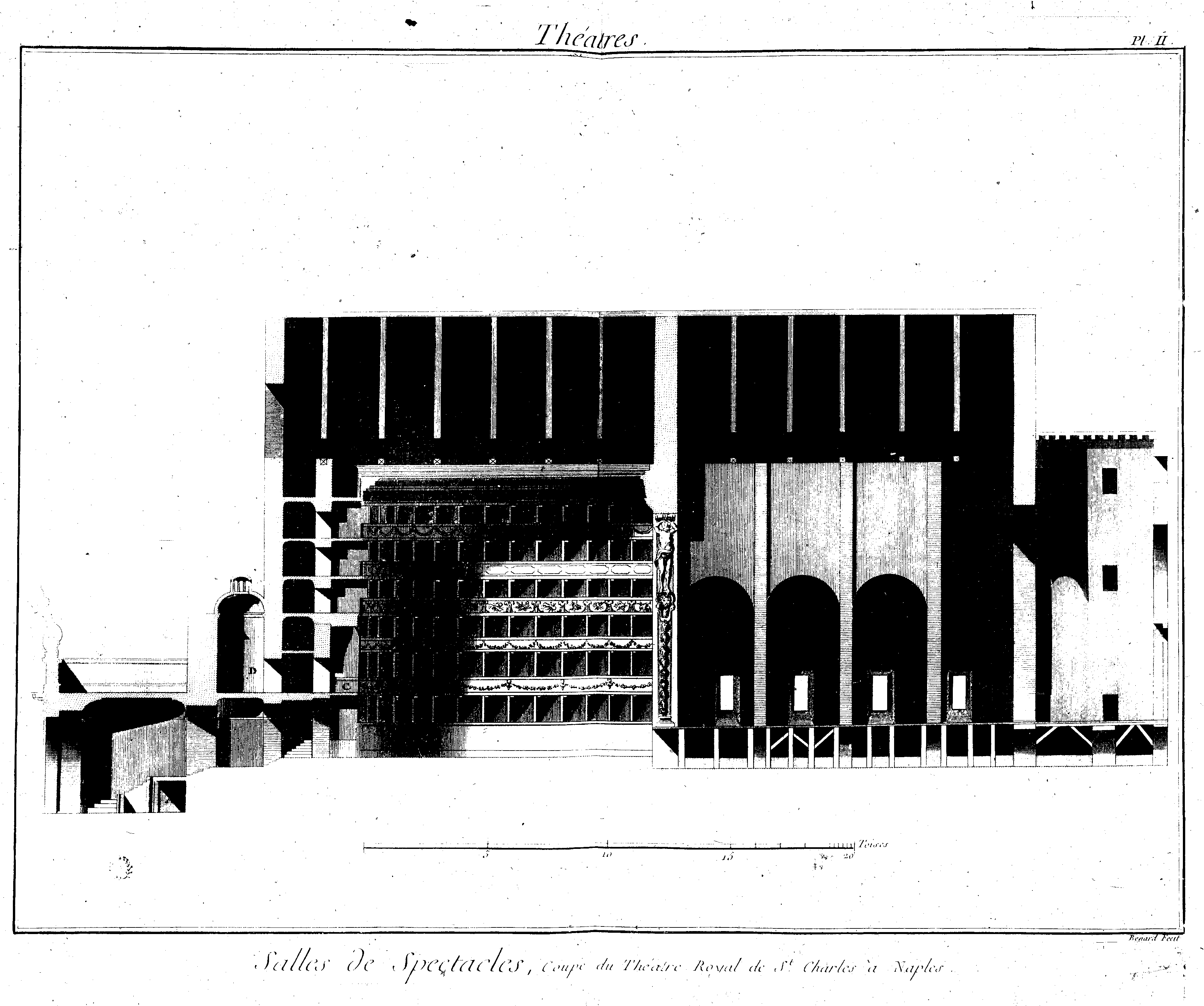
Robert Bénard, Coupe du Teatro San Carto, gravure pour L'Encyclopédie de Diderot et d'Alembert

- Medea in Corinto de Giovanni Simone Mayr (28 novembre 1813)
- Elisabetta, regina d'Inghilterra de Gioachino Rossini (4 octobre 1815)
- Armida de Rossini (11 novembre 1817)
- Mosè in Egitto de Rossini (5 mars 1818)
- Ricciardo e Zoraide de Rossini (3 décembre 1818)
- Ermione de Rossini (27 mars 1819)
- La donna del lago de Rossini (24 octobre 1819)
- Maometto II de Rossini (3 décembre 1820)
- Zelmira de Rossini (16 février 1822)
- Alfredo il grande de Gaetano Donizetti (2 juillet 1823)
- L'ultimo giorno di Pompei de Giovanni Pacini (19 novembre 1825)
- Bianca e Gernando de Vincenzo Bellini (30 mai 1826)
- Elvida de Donizetti (6 juillet 1826)
- L'esule di Roma de Donizetti (1er janvier 1828)
- Il paria de Donizetti (12 janvier 1829)
- Elisabetta al castello di Kenilworth de Donizetti (6 juillet 1829)
- I pazzi per progetto de Donizetti (6 février 1830)
- Il diluvio universale de Donizetti (6 mars 1830)
- Imelda de' Lambertazzi de Donizetti (5 septembre 1830)
- Francesca di Foix de Donizetti (30 mai 1831)
- Fausta de Donizetti (12 janvier 1832)
- Sancia di Castiglia de Donizetti (4 novembre 1832)
- Lucia di Lammermoor de Donizetti (26 septembre 1835)
- L'assedio di Calais de Donizetti (19 novembre 1836)
- Roberto Devereux de Donizetti (28 octobre 1837)
- Elena da Feltre de Saverio Mercadante (1er janvier 1839)
- La vestale de Saverio Mercadante (10 mars 1840)
- Caterina Cornaro de Donizetti (18 janvier 1844)
- Alzira de Giuseppe Verdi (12 août 1845)
- Poliuto de Donizetti (30 novembre 1848)
- Luisa Miller de Verdi (8 décembre 1849)
- Medea de Saverio Mercadante (1er mars 1851)
- Gabriella di Vergy de Donizetti (29 novembre 1869)

### Sources
- (it) Cet article est partiellement ou en totalité issu de l’article de Wikipédia en italien intitulé « Teatro San Carlo (Napoli) » (voir la liste des auteurs).